# Dieciocho de Marzo, Tamaulipas
Dieciocho de Marzo är en ort i Mexiko.   Den ligger i kommunen El Mante och delstaten Tamaulipas, i den centrala delen av landet, 400 km norr om huvudstaden Mexico City. Dieciocho de Marzo ligger 83 meter över havet och antalet invånare är 113.
Terrängen runt Dieciocho de Marzo är platt. Runt Dieciocho de Marzo är det ganska tätbefolkat, med 60 invånare per kvadratkilometer. Närmaste större samhälle är Ciudad Mante, 5,6 km norr om Dieciocho de Marzo. Omgivningarna runt Dieciocho de Marzo är en mosaik av jordbruksmark och naturlig växtlighet.